# Gašper Dovžan
Gašper Dovžan, slovenski pravnik in diplomat, * 16. september 1976
V času ministra Anžeta Logarja je bil državni sekretar na Ministrstvu za zunanje zadeve Republike Slovenije. Od leta 2022 je veleposlanik Republike Slovenije v Zagrebu.

## Življenjepis
Po diplomi na ljubljanski Pravni fakulteti leta 2000 je magistrski študij s področja evropskih študij leta 2002 opravil v Berlinu, leta 2011 pa še državni pravniški izpit. Prakso je opravljal na Višjem sodišču v Ljubljani, kasneje pa deloval tudi v družbi Petrol. Na Evropski pravni fakulteti v Novi Gorici in Fakulteti za državne in evropske študije je kasneje predaval ustavno pravo.
Z letom 2000 se je zaposlil na Ministrstvu za zunanje zadeve Republike Slovenije, v času prve Janševe vlade pa deloval v kabinetu predsednika vlade kot svetovalec za področje mednarodnih odnosov. Sodeloval je tudi pri predsedovanju Slovenije Evropski uniji. Nato se je vrnil na zunanje ministrstvo in leta 2014 postal namestnik vodje slovenskega veleposlaništva v Berlinu, kjer je ostal do leta 2017, ko se je zaposlil na Sektorju za splošne in institucionalne zadeve Direktorata za zadeve EU zunanjega ministrstva. Leta 2019 je postal tudi vodja tega sektorja.
V času 14. vlade Republike Slovenije je bil imenovan za državnega sekretarja na ministrstvu za zunanje zadeve. Leta 2022 je postal veleposlanik Republike Slovenije v Zagrebu.

### Zasebno
Je poročen oče dveh hčera ter sina. Poleg slovenščine aktivno govori še angleško in nemško, pasivno pa tudi francosko, hrvaško in srbsko.